# لويد جاكسون
لويد جاكسون هو لاعب هوكي الجليد كندي، ولد في 7 يناير 1912، وتوفي في 15 فبراير 1999.

## وصلات خارجية
- لويد جاكسون على موقع دوري الهوكي الوطني (الإنجليزية)
- لويد جاكسون على موقع EliteProspects.com (الإنجليزية)
- لويد جاكسون على موقع HockeyDB.com (الإنجليزية)
- لويد جاكسون على موقع Hockey-Reference.com (الإنجليزية)